# Jasenica
Jasenica (maďarsky Jeszence, do roku 1899 Jeszenicz) je obec na Slovensku v okrese Považská Bystrica. Žije zde přibližně 1 200 obyvatel. První písemná zmínka o obci pochází z roku 1269.

## Geografická poloha
Obec Jasenica leží v regionu Horní Pováží, v Trenčínském kraji, v okrese Považská Bystrica. Nachází se v podhůří Javorníků, v dolní části údolí potoka Papradnianky.
Obec sousedí z jihu s městem Považská Bystrica, ze severu s obcí Stupné a ze západu s obcí Udiča.

## Historické památky
Nacházejí se zde dvě historické památky, které byly zařazeny do souboru národních památek.

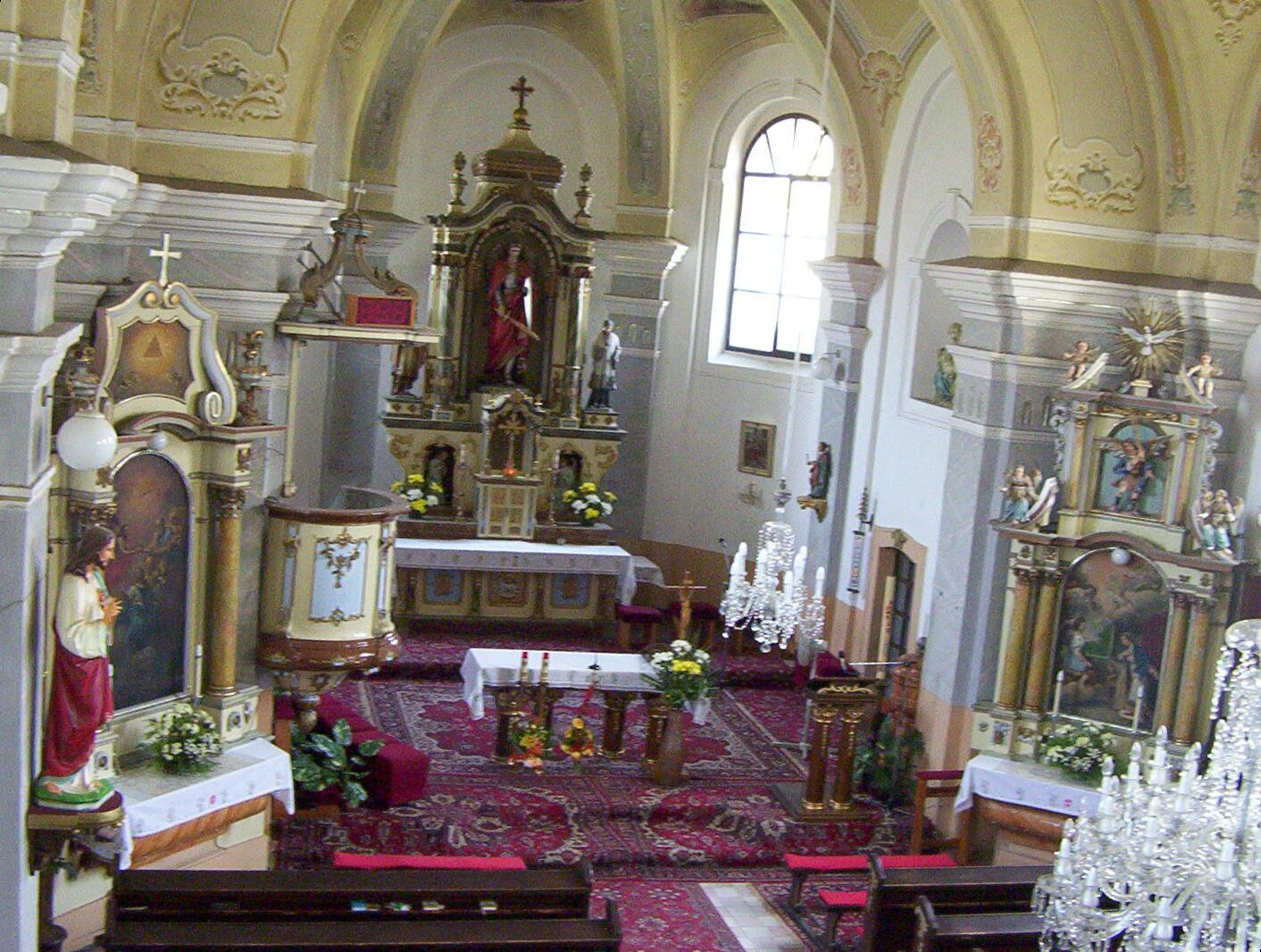
Pohled na hlavní oltář v Kostele sv. Michala Archanděla

- Římskokatolický Kostel sv. Michala Archanděla. Pozdně barokní, jednolodní kostel, postavený v roce 1781 na místě staršího kostela z 13. století. Nacházejí se v něm tři vzácné barokní oltáře: hlavní oltář - Oltář sv. Michala Archanděla a dva boční oltáře – Oltář Zvěstování Páně a Oltář Korunování Panny Marie. Do současnosti prošel několika úpravami interiéru i exteriéru. Poslední velká oprava kostela se uskutečnila v roce 2002.
- Renesanční zámeček Suňogovců z roku 1526. Budova zámečku prošla mnoha slohovými úpravami, poslední na přelomu 19. a 20. století. Ve 20. století objekt chátral. V roce 2004 začala rekonstrukce, která byla ukončena v roce 2005. V letech 2005 - 2011 v zámku sídlilo přírodovědné muzeum. Od roku 2011 je v rukou soukromých majitelů a je v něm hotel.